# Tropidosteptes canadensis
Tropidosteptes canadensis är en insektsart som beskrevs av Van Duzee 1912. Tropidosteptes canadensis ingår i släktet Tropidosteptes och familjen ängsskinnbaggar. Inga underarter finns listade i Catalogue of Life.